# Saison 1968 de la NFL
Navigation
Édition précédente Édition suivante
La saison 1968 de la NFL est la 49e saison de la National Football League. Elle voit le sacre des Colts de Baltimore.

## Classement général
| Qualifié en play-offs |

| Conférence Est                |      |      |      |        |          |            |
| Capitol division              |      |      |      |        |          |            |
| Franchise                     | Vic. | Déf. | Nuls | % vic. | Pts pour | Pts contre |
| Cowboys de Dallas             | 12   | 2    | 0    | .857   | 431      | 186        |
| Giants de New York            | 7    | 7    | 0    | .500   | 294      | 325        |
| Redskins de Washington        | 5    | 9    | 0    | .357   | 249      | 358        |
| Eagles de Philadelphie        | 2    | 12   | 0    | .143   | 202      | 351        |
| Century division              |      |      |      |        |          |            |
| Franchise                     | Vic. | Déf. | Nuls | % vic. | Pts pour | Pts contre |
| Browns de Cleveland           | 10   | 4    | 0    | .714   | 394      | 273        |
| Cardinals de Saint-Louis      | 9    | 4    | 1    | .692   | 325      | 289        |
| Saints de La Nouvelle-Orléans | 4    | 9    | 1    | .308   | 246      | 327        |
| Steelers de Pittsburgh        | 2    | 11   | 1    | .154   | 244      | 397        |

| Conférence Ouest       |      |      |      |        |          |            |
| Coastal division       |      |      |      |        |          |            |
| Franchise              | Vic. | Déf. | Nuls | % vic. | Pts pour | Pts contre |
| Colts de Baltimore     | 13   | 1    | 0    | .929   | 402      | 144        |
| Rams de Los Angeles    | 10   | 3    | 1    | .769   | 312      | 200        |
| 49ers de San Francisco | 7    | 6    | 1    | .538   | 303      | 310        |
| Falcons d'Atlanta      | 2    | 12   | 0    | .143   | 170      | 389        |
| Central division       |      |      |      |        |          |            |
| Franchise              | Vic. | Déf. | Nuls | % vic. | Pts pour | Pts contre |
| Vikings du Minnesota   | 8    | 6    | 0    | .571   | 282      | 242        |
| Bears de Chicago       | 7    | 7    | 0    | .500   | 250      | 333        |
| Packers de Green Bay   | 6    | 7    | 1    | .462   | 281      | 227        |
| Lions de Détroit       | 4    | 8    | 2    | .333   | 207      | 241        |

## Play-offs
Les équipes évoluant à domicile sont nommées en premier. Les vainqueurs sont en gras
- Finale conférence Est : 
  - 21 décembre 1968 : Cleveland 31-20 Dallas
- Finale conférence Ouest : 
  - 22 décembre 1968 : Baltimore 24-14 Minnesota
- Finale NFL : 
  - 29 décembre 1968 : Cleveland 0-34 Baltimore